# The Concert (1974)
The Concert ist ein britischer Kurzfilm von Claude Chagrin aus dem Jahr 1974, der für einen Oscar nominiert war, und mit dem Goldenen Bären ausgezeichnet wurde. 

## Handlung
Ein Pianist lässt sich zur Royal Albert Hall fahren und von seinem Diener für den Auftritt vorbereiten. Er tritt aus dem Vorbereitungszimmer, das sich als Telefonzelle entpuppt, und beginnt, auf dem Zebrastreifen nahe der Konzerthalle Klavier zu spielen, indem er hin- und herspringt. Gelegentlich wird er in seinem Spiel von Autos unterbrochen. Ein Polizist nähert sich argwöhnisch, ist jedoch nach kurzer Zeit vom Spiel des Mannes begeistert. Mit einer Politesse beginnt er, den Verkehr zu stoppen. Bald beteiligen sich vier weitere Musiker am Klavierspiel. Als der Pianist bemerkt, dass das Klavier gestimmt werden muss, kann auch das bewältigt werden. Es folgen Improvisationen, bei denen der Pianist unter anderem auf dem Bauch liegend auf dem Zebrastreifen entlangkriecht. Nach einer schnellen Spielfolge beginnen die Schuhe des Musikers zu brennen und müssen gelöscht werden. Am Ende applaudieren alle Autos mit Hupen. Der Pianist lässt sich davonfahren. Der Polizist bleibt allein zurück und hüpft probeweise auf dem Zebrastreifen, der jedoch tonlos bleibt.

## Produktion
The Concert wurde vor Ort hinter der Royal Albert Hall gedreht. Es war der erste von drei Filmen – es folgten The Christmas Tree (1975) und The Morning Spider (1976) – die Julian Chagrin Mitte der 1970er-Jahre mit seiner damaligen Ehefrau Claude drehte. Chagrin hatte in Paris das Pantomimenspiel erlernt; der Film besitzt keine Dialoge. The Concert wurde im Juni 1974 auf der Berlinale 1974 aufgeführt.

## Auszeichnungen
The Concert gewann auf der Berlinale 1974 den Goldenen Bären als Bester Kurzfilm. Der Film wurde zudem 1975 für einen Oscar in der Kategorie „Bester Kurzfilm“ nominiert.